# Azalea Place
Azalea Place är ett musikalbum från 1997 och Joey Tempests uppföljare till det prisade solodebutalbumet A Place to Call Home. Även om albumet inte nådde samma framgångar på hitlistorna som föregångaren så befäste det Joey Tempests position som uppskattad singer-songwriter. Det blev som bäst sjua på den svenska albumlistan.

## Låtlista
1. "The Match" - 3:55
2. "If I'd Only Know" - 3:54
3. "The One in the Glass" - 3:21
4. "Dance for You" - 3:14
5. "Not Welcome Anymore" - 3:55
6. "Losing You Again" - 4:20
7. "Revolution of Love" - 4:11
8. "Better Than Real" - 3:30
9. "If We Stay or If We Go" - 4:00
10. "In Confidence" - 4:28
11. "Further From the Truth" - 4:04
12. "Lucky" - 4:28